# National Football League 1945
La stagione NFL 1945 fu la 26ª stagione sportiva della National Football League, la massima lega professionistica statunitense di football americano. La stagione iniziò il 23 settembre 1945 e si concluse con la finale del campionato che si disputò il 16 dicembre al Stadium di Cleveland e che vide la vittoria dei Cleveland Rams sui Washington Redskins per 15 a 14.
In questa stagione le squadre dei Brooklyn Tigers e dei Boston Yanks si fusero dando origine ad una squadra denominata semplicemente The Yanks che giocò metà delle partite casalinghe in ognuna delle due città (New York e Boston). Quando, al termine della stagione, il proprietario dei Tigers Dan Topping espresse l'intenzione di passare alla neonata All-America Football Conference, la NFL sciolse immediatamente la squadra ed assegnò tutti i giocatori a quella dei Boston Yanks.

## Modifiche alle regole
- Venne deciso di spostare le hashmarks più vicino al centro del campo, a 20 iarde dalle linee laterali.
- Venne deciso che se il giocatore d'attacco che pone le mani sotto il centro non riceve lo snap, la sua squadra verrà penalizzata per falsa partenza.
- Venne deciso che l'azione in cui un snap viene lasciato cadere e la palla tocca terra sia un fumble.
- Venne deciso che per l'azione di extra point la palla dovesse essere posizionata sulle due iarde, ma la squadra in attacco avesse la possibilità di posizionarla più lontano dalla linea di touchdown.
- Venne deciso che durante un'azione di punt o di field goal, la palla dopo aver superato la linea di scrimmage ed essere stata toccata da un giocatore della squadra ricevente, fosse recuperabile dalla squadra che ha calciato.

## Stagione regolare
La stagione regolare si svolse in 10 giornate, iniziò il 26 settembre e terminò il 9 dicembre 1945.

### Risultati della stagione regolare
- V = Vittorie, S = Sconfitte, P = Pareggi, PCT = Percentuale di vittorie, PF = Punti Fatti, PS = Punti Subiti
- Nota: nelle stagioni precedenti al 1972 i pareggi non venivano conteggiati nel calcolo della percentuale di vittorie.

| Eastern Division    |   |   |   |     |     |     |
| Squadra             | V | S | P | PCT | PF  | PS  |
| Washington Redskins | 8 | 2 | 0 | 800 | 209 | 121 |
| Philadelphia Eagles | 7 | 3 | 0 | 700 | 272 | 133 |
| New York Giants     | 3 | 6 | 1 | 333 | 179 | 198 |
| The Yanks           | 3 | 6 | 1 | 333 | 123 | 211 |
| Pittsburgh Steelers | 2 | 8 | 0 | 200 | 79  | 220 |

| Western Division  |   |   |   |     |     |     |
| Squadra           | V | S | P | PCT | PF  | PS  |
| Cleveland Rams    | 9 | 1 | 0 | 900 | 244 | 136 |
| Detroit Lions     | 7 | 3 | 0 | 700 | 195 | 194 |
| Green Bay Packers | 6 | 4 | 0 | 600 | 258 | 173 |
| Chicago Bears     | 3 | 7 | 0 | 300 | 192 | 235 |
| Chicago Cardinals | 1 | 9 | 0 | 100 | 98  | 228 |

## La finale
La finale del campionato si disputò il 16 dicembre 1945 al Cleveland Stadium e vide la vittoria dei Cleveland Rams sui Washington Redskins per 15 a 14.

## Vincitore
| Vincitori del campionato NFL 1945 Cleveland Rams 1º titolo |